# 莫夫卢德·米拉利耶夫

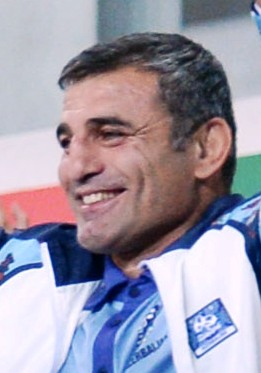
莫夫卢德·米拉利耶夫

莫夫卢德·米拉利耶夫（Movlud Miraliyev，1974年2月27日—）是一名阿塞拜疆的男子柔道运动员。他曾参加過2004年和2008年两届奥运，並在2008年的北京奥运中获得男子100公斤级项目铜牌。